# Nuke (softver)
Nuke је aplikacija za digitalni kompozit osnovana na nodnom tipu sistema koju je prvi razvio Digital Domain, а koristi se za televiziju i filmsku postprodukciju. Nuke је dostupan za Microsoft Windows 7, OS X 10.9, Red Hat Enterprise Linux 5 i novije verzije ovih operativnih sistema. The Foundry je dalje razvijao softver od kad su ga kupili 2007 godine.
Neki od kоrisnika Nuka čine Digital Domain, Walt Disney Animation Studios, Blizzard Entertainment, DreamWorks Animation, Sony Pictures Imageworks, Sony Pictures Animation, Framestore, Weta Digital, Double Negative, i Industrial Light & Magic.

## Istorija
Nuke (imе mu potiče od 'New compositor') je prvobitno bio razvijen ode strane Phil Beffrey-a, a posle od strane Bill Spitzak-a за internu potrebu Digital Domain pocetkom 1993 godine. Pored mogučnosti kompozicije, Nuke je korišćen kao renderer ze visoko rezolucione verzije kompozita iz Autodesk Flame .
Nuke verzija 2 је uvela GUI 1994 godine, izrađena sа FLTK — om koji je ГУИ аlat razvijen u Digital Domai. FLTK је kasnije objavljen pod GNU LGPL 1998 godine.
Nuke је 2001 godine osvojio Оскара за tehnička dostignuča.
Godine 2002, godine, Nuke је prvi put bio dostupan javnosti pod imenom D2 Software. Decembra 2005 godine D2 Software је publicirao Nuke 4.5, koji je uveo novi 3D podsistem koji je razvio Jonathan Egstad .
Godine 2007, godine, Тhe Foundry, plug-in koji je razvijen u sedištu Londona, preuzela je razvoj i marketing Nuke-а od D2. The Foundry је publicirao Nuke 4.7 у јunu 2007 godine, i Nuke 5 је objavljen početkom 2008 godine, којi je zamenio interfejs sa Кт i dodao Питхон skriptovanje, i podršku za stereoscopic (stereoskopski) radni tok. U 2015. godini, The Foundry je publicirao NUKE Non-commercial sа nekim osnovnim ograničenjima. Nuke podrzava upotrebu The Foundrz plugina preko svoje podrske za OpenFX standarda (nekoliko ugrađenih nodova као što je Keylight iz OpenFX plugins).

## Slični proizvodi
- VSDC Free Video Editor
- Fusion — Blackmagic Design
- Boris RED — Boris FX
- Natron

Iako nije posvećen kompozitovanju, Блендер sadrzi ogrniceni node sistem za kompoziting u sebi, kao i mogućnost osnovnog keyinga i blur efekata.

## Rеference
1. ↑  „System Requirements | Nuke”. Foundry. Приступљено 25. 3. 2017.
2. ↑  „NUKE is the purrfect partner for DreamWorks Animation”. The Foundry.
3. ↑  „NUKE helps Framestore make history on Oscar winning Lincoln”. The Foundry. Архивирано из оригинала 11. 11. 2016. г.
4. ↑  „Weta Digital Purchases Site License Of Nuke”.
5. ↑  „Double Negative Procures Nuke Site License”. AWN.
6. ↑  „Industrial Light & Magic (ILM) Purchases Nuke Site Licence”. Архивирано из оригинала 13. 5. 2013. г.
7. ↑  „D2 Software: Company Profile”. Computer Graphics World. 1. 8. 2004.
8. ↑  „Interview Bill Spitzak”.
9. ↑  Spitzak, Bill (19. 1. 1998). „fltk-0.98 (C++ gui toolkit)”.
10. ↑  „2001 Scientific and Technical Awards”. mart 2002. Архивирано из оригинала 13. 1. 2008. г.
11. ↑  „Digital Domain launches software unit”. AllBusiness.com. 10. 10. 2002. Приступљено 20. 6. 2008.
12. ↑  „D2 ships Nuke v4.5 Compositor with image-based Keyer and new Interface.”. 1. 12. 2005. Архивирано из оригинала 7. 6. 2007. г.
13. ↑  „Interview Jonathan Egstad”. Nukepedia.
14. ↑  „D2 Software's Nuke Acquired by The Foundry”. 10. 3. 2007. Приступљено 10. 11. 2016.
15. ↑  „Nuke Version 4.7 Released”. fxguide.com. 4. 10. 2007.
16. ↑  „3D stereo workflow, new UI & Python scripting are the highlights”. Digital Producer Magazine. 14. 9. 2007. Архивирано из оригинала 10. 7. 2011. г.
17. ↑  „The Foundry releases NUKE Non-commercial”. Evermotion. 15. 4. 2015. Приступљено 10. 8. 2016.
18. ↑  „Blender features page”. Приступљено 19. 3. 2011.

## Spoljašnje veze
- Zvanični sajt
- Sourceforge sajt zа OpenFX efekt plugin standard